# Acalypha wilderi
Acalypha wilderi är en törelväxtart som beskrevs av Elmer Drew Merrill. Acalypha wilderi ingår i släktet akalyfor, och familjen törelväxter. Inga underarter finns listade i Catalogue of Life.